# Sisyrinchium longispathum
Sisyrinchium longispathum là một loài thực vật có hoa trong họ Diên vĩ. Loài này được Conz. miêu tả khoa học đầu tiên năm 1947.